# Volvo 7900
Volvo 7900 je nízkopodlažní autobus vyráběný švédskou společností Volvo Buses od roku 2011. Nejčastější variantou je hybridní autobus Volvo 7900 Hybrid (či Volvo 7900H), ale na některých trzích je k dispozici také s naftovým motorem a motorem na CNG. Do roku 2023 byl vyráběn v továrně Volvo polské Vratislavi, posléze byla produkce karoserií přesunuta na základě licence do Egypta, kde jej produkuje společnost MCV Bus and Coach. Vozy z MCV mají mírně upravené přední čelo, podobné Volvu 8900 Electric. 

## Historie
Model 7900 byl představen na veletrhu Busworld Kortrijk 2011. V roce 2013 byl představen třínápravový kloubový hybridní elektrický vůz jako Volvo 7900A Hybrid. Nahradil dieselové a CNG verze kloubového 7900, kvůli nadcházejícímu ukončení podvozku B9L. Totéž platilo i pro sólo 7900.
V září 2014 byla představena elektrická plug-in hybridní verze, uváděná na trh jako Volvo 7900 Electric Hybrid. Tři prototypy byly provozovány v Göteborgu s předprodukčními příklady, které měly být otestovány v Hamburku, Lucembursku a Stockholmu. Výroba byla zahájena v roce 2016.
V červnu 2015 měla premiéru zcela elektrická verze Volvo 7900 Electric (nazývaná Volvo 7900e), když v Göteborgu vstoupily do provozu tři prototypy autobusů. Sériová výroba začala v roce 2017. V září 2017 vstoupilo do provozu u First Greater Manchester demonstrační vozidlo Volvo 7900 Electric (LF67 EVV). Společnost Harrogate Bus Company následně zadala první objednávku na 7900 Electric, přičemž osm exemplářů bylo uvedeno do provozu v roce 2018. Kloubová verze byla představena v pevninské Evropě na Busworld 2019. Elektrické verze využívají upravenou verzi podvozku B5LH, označenou jako Volvo BE, která využívá elektrické hnací ústrojí vyvinuté společností Volvo. Jako samostatný podvozek pro výrobce nástaveb třetích stran byl poprvé uveden na trh v Austrálii s oznámením objednávky pro úřad veřejné dopravy v západní Austrálii v červenci 2020. Podvozek Volvo BE byl přejmenován na Volvo BZL v září 2021. Zároveň Volvo vyřadilo z nabídky produktů plug-in hybridní model autobusu (7900 Electric Hybrid).
14. dubna 2020 Volvo oznámilo samonabíjecí hybridní verze S-Charge 7900 a 7900A, které nahradily původní hybridní verze těchto modelů. Může jet v elektrickém režimu rychlostí až 50 km/h, oproti 20 km/h u předchozího hybridního modelu. Předchozí model byl nadále dostupný na některých trzích, jako je Velká Británie a Německo. Upgrady hybridních modelů byly poprvé oznámeny v říjnu 2020. Vylepšení byly také provedeny pro podvozek B5LH.